# 威奇托縣 (堪薩斯州)
威奇托縣（英語：Wichita County，簡稱WH）是美國堪薩斯州西部的一個縣。面積1,861平方公里。根據美國2000年人口普查，共有人口2,531。縣治利奧泰（Leoti）。
成立於1883年3月7日。縣名紀念當地原住民威奇托人。